# Woldemar Tranzschel
Woldemar Heinrich Tranzschel (oft auch Wladimir Andrejewitsch Tranzschel oder Transchel, russisch Владимир Андреевич Траншель oder Вольдемар Генрихович Траншель; * 4. Januarjul. / 16. Januar 1868greg. in Sankt Petersburg; † 21. Januar 1942 in Leningrad) war ein russlanddeutscher Botaniker und Mykologe. Sein Spezialgebiet war die Taxonomie der Rostpilze (Pucciniales, Syn. Uredinales). Sein offizielles botanisches Autorenkürzel lautete Tranzschel.

## Leben
Woldemar Tranzschel wurde am 16. Januar 1868 in St. Petersburg geboren. Er studierte an der Universität seiner Geburtsstadt, wo er durch die Botaniker A. N. Beketow, C. Gobi, A. S. Faminzyn und I.P. Borodin unterrichtet wurde. Sein großes Interesse an der Botanik führte dazu, dass er sich einer Gruppe von Studenten anschloss, die ihre Freizeit damit verbrachten, botanische Feldstudien zu betreiben und taxonomische Diskussionen zu führen. Zu der Gruppe gehörten unter anderem Andrei Nikolajewitsch Krasnow (1862–1914), Robert von Regel und Nikolai Iwanowitsch Kusnezow (1864–1932). Er legte schon früh umfangreiche botanische Sammlungen an, so untersuchte er die Regionen um Wyborg, Nowgorod und St. Petersburg.
Er begann schon früh, sich für die Kryptogamen zu interessieren und promovierte 1888 mit einer Untersuchung über die Rußpilz-Flora der Provinz St. Petersburg.
Nach der Promotion trat er 1889 zunächst eine Assistentenstelle für die Botanik der Kryptogamen an und wurde Kurator des Botanischen Museums der Universität St. Petersburg. Aber schon im nächsten Jahr wechselte er an das St. Petersburger Institut für Forstwissenschaften, wo er eine Assistenzstelle bei Professor I. P. Borodin antrat. Hier untersuchte er die mykologische Flora des institutseigenen Parkes.
1897 unternahm er einen Forschungsaufenthalt im Labor der Biologischen Station in Bologoje. Später publizierte er eine Übersicht über die Flora der Waldai-Region. Von dieser Zeit an richtete er sein botanisches Interesse zunehmend auf die Botanik und Phylogenie der Pilze.
1898 wechselte er als Assistent für Pflanzenmorphologie und -systematik an die Universität Warschau, kehrte aber bereits 1900 nach St. Petersburg zurück, wo er eine Stelle als Kurator des Botanischen Museums der Akademie der Wissenschaften antrat. Er fand hier ein nur rudimentär angelegtes Kryptogamen-Herbar vor, das er zu einem der umfangreichsten Europas ausbaute.
1899 besuchte er Deutschland, Österreich und die Schweiz, um hier botanische Studien zu betreiben. 1903 bereiste er erneut Deutschland und die Schweiz, um die mykologische Flora der Schweizer Alpen zu studieren.
Auch innerhalb Russlands unternahm er zahlreiche botanische Sammelreisen. 1900 erkundete er Kirgisistan und sammelte Pflanzen im Alai- und im Transalaigebirge. Zweimal, 1927 und 1929, bereiste er die Regionen um Ussurijsk und Primorje. Ebenso wurde das Gebiet der Krim intensiv von ihm botanisch bearbeitet. Auch den Sudan bereiste er für eine botanische Expedition.
1912 wurde er schließlich zum leitenden Botaniker des Instituts für Botanik. Diese Position behielt er bis zu seinem Tod im Jahr 1942.
Woldemar Tranzschel starb während der Belagerung Leningrads durch die deutschen Truppen während des 2. Weltkriegs, unter deren Folgen er gesundheitlich stark gelitten hatte.
Woldemar Tranzschel galt als der renommierteste Mykologe Russlands. Sein Forschungsschwerpunkt waren die Rostpilze (Uredineae), deren Erforschung er mehr als 50 Jahre seines beruflichen Lebens widmete.
Ihm gelang der experimentelle Nachweis des Zusammenhangs zwischen den aecidialen Stadien der Rostpilze und deren Teleutosporen auf deren Zwischenwirtspflanzen. Daraus leitete er eine Methode ab, um für parasitisch lebende Pilzspezies, von denen eine heteröcische Lebensweise angenommen wird, den unbekannten Zwischenwirt zu identifizieren. Danach sollten aeciale Stadien auf denjenigen Wirtspflanzen und deren botanisch nahen Verwandten gesucht werden, die von microcyclischen Spezies mit morphologisch ähnlichen Telia und Teliosporen wie die zu untersuchende Art besiedelt werden.
Aus dieser Entdeckung leitete er ab, dass bei der taxonomischen Einordnung von Rostpilzen auch deren Ökologie zu berücksichtigen ist. Dieser Lehrsatz ging als Tranzschels Gesetz oder auch die Regel von Tranzschel in die botanische Wissenschaft ein. Die vor fast 100 Jahren aufgestellte These gilt heute als durch moderne Evolutionsbiologie und molekularbiologische Untersuchungen belegt.
Als sein wichtigstes Werk gilt sein 1939 veröffentlichtes Buch über die Rostpilze der Sowjetunion, in dem er 844 Arten, die in dem Gebiet der Sowjetunion vorkommen, sowie 288 weitere Arten, die hier wahrscheinlich existieren, mykologisch beschreibt. Nach seinem Tod blieb das Gebiet der Rostpilze zunächst lange unbearbeitet. Der Mykologe Wassili Feofilowitsch Kuprewitsch setzte Tranzschels Arbeit am vierten, unvollendetem Band des Buches schließlich fort und veröffentlichte ihn 1957.
Der größte Teil der von ihm zusammengetragenen Pflanzenproben befindet sich im Kryptogamen-Herbar des St. Petersburger Instituts für Botanik.

## Dedikationsnamen
Nach Woldemar Tranzschel sind die Rostpilzgattung Tranzschelia sowie die Brandpilzgattung Tranzscheliella benannt.

## Veröffentlichungen
Zusammen mit Arthur Louis Arturowitsch Jaczewski (1863–1932) und W. L. Komarow gab Tranzschel von 1895 bis 1900 die Fungi Rossiae exsiccati heraus. Von 1910 bis 1912 publizierte er mit W. A. Serebrjannikow die Mycotheca rossica.
Zusammen mit dem russischen Biologen Alexander-Paul Henckel (1872–1927) übersetzte er Anton Kerner von Marilauns Werk Pflanzenleben ins Russische.
- Zur Uredineenflora der Gouvernements Archangelsk und Wologda. In: Scripta botanica Horti Universitatis Imperialis Petropolitanae. III:II, 1891, S. 134, 136
- Contributiones ad floram mycologicam Rossiæ, I. Enumeratio fungorum in Tauria a. 1901 lectorum. In: Trudy Botanicheskago Muzeya Imperatorskoy Akademii Nauk (Arbeiten aus dem Botanischen Museum der Akademie der Wissenschaften in St. Petersburg.) Band 1, 1902, S. 47–75 (russisch)
- Über einige auf Grund von irrtümlicher Bestimmung der Nährpflanzen aufgestellte Puccinia-Arten. Annuals of  Mycology 2 (2), März 1904, S. 157–161
- Contributiones ad floram mycologicam Rossiæ, II. Enumeratio fungorum in Tauria lectorum. In: Trudy Botanicheskago Muzeya Imperatorskoy Akademii Nauk (Arbeiten aus dem Botanischen Museum der Akademie der Wissenschaften in St. Petersburg.) Band 2, S. 31–47 (russisch)
- Systematics and biology of the genus Triphragmium auct. (Triphragmium Link, Triphragmiopsis Naumov, Nyssopsora Arthur). In: Journal of the Botanical Society of Russia. Band 8, 1925, S. 123–132. (russisch)
- Die Rostpilze in ihrer Beziehung zur Systematik der Gefässpflanzen. Festschrift für I. P. Borodin, 1927 (russisch)
- Uredinalium species novae ex Sibiria. In: Trudy Botanicheskogo Instituta Akademii Nauk SSSR (Acta des Botanischen Instituts der Wissenschaften der Sowjetunion), Ser. 11: Sporovye rastenenija, Fasc. 1, 1933, S. 267–273. (Russisch)
- The Uredinales as indicators of the affinity of their hosts in relationship to their evolution. In: Sovietskaya Botanica. 1936 Nr. 6, S. 133–144. (russisch)
- Zur Biologie der Uredineen des Fernen Ostens. In: Trudy Botanicheskogo Instituta Akademii Nauk SSSR (Acta des Botanischen Instituts der Wissenschaften der Sowjetunion), Ser. 11: Sporovye rastenenija, 1938 (russisch)
- Conspectus Uredinalium URSS. (Rostpilze der UdSSR.) 1939 (russisch)
- zusammen mit Kuprewitsch: Flora Plantarum Cryptogamarum URSS: Fungi 1, Uredinales, Fasc. 1 Familia Melampsoraceae. Moskau, Akademie der Wissenschaften der UdSSR, 1957 (russisch)